# کابوس (فیلم تلویزیونی ۱۳۸۷)
کابوس نام فیلمی تلویزیونی به کارگردانی سیروس مقدم است که در سال ۱۳۸۷ از شبکه چهار سیما پخش شد.

## کارگردان
سیروس مقدم از کارگردانان برجسته سریال های تلویزیونی است. او ساخت فیلم‌های سینمایی و تلویزیونی را در کارنامه هنری خود دارد. کابوس از تله فیلم های برجسته او محسوب می شود.

## بازیگران
- امین زندگانی در نقش منصور
- مهراوه شریفی نیا در نقش شکوفه
- نفیسه روشن در نقش سمیه
- فرشید زارعی‌فرد در نقش پدر شکوفه
- کوروش سلیمانی در نقش رضا
- شهرزاد کمال‌زاده در نقش الناز
- بهنام قربانی در نقش افشین
- محمدرضا نصیری در نقش وحید
- آزاده خورشیددوست در نقش مادر منصور